# Vula
Vula (búlgar: Вула, "brau") és una pel·lícula dramàtica búlgara de 1965 escrita i dirigida per Nikola Korabov. va participar en el 4t Festival Internacional de Cinema de Moscou.

## Argument
Al registre civil desfilen una rere altra joves parelles per casar-se: signen el registre, es besen i reben felicitacions. La imatge s'esvaeix i apareix el lloc d'execucions. Un resistent antifeixista condemnat a mort es casa amb la seva estimada minuts abans d'enfrontar-se a l'escamot d'execució.

## Repartiment
- Nadezhda Randzheva - Nadezhda
- Ivan Manov - Osadeniyat na smart
- Lyuben Boyadzhiev
- Dimitar Hadzhiyanev
- Ivan Bratanov
- Mikhail Mikhajlov - Sveshtenikat
- Boris Arabow
- Stoycho Mazgalov
- Zharko Pavlovich - Oficial Nemski